# Гелегжамцин Наранчимег
Гелегжамцин Наранчимег ({нар. 7 грудня 1983) — монгольська борчиня вільного стилю, срібна призерка чемпіонату Азії, чемпіонка Азійських ігор, бронзова призерка Кубку світу, чемпіонка світу серед студентів.

## Життєпис
Боротьбою почала займатися з 2004 року.
Виступала за спортивний клуб залізничників, Улан-Батор. Тренер — Дувчин Зевег.

## Спортивні результати на міжнародних змаганнях

### Виступи на Чемпіонатах світу
| Змагання                        | Збірна   | Вагова категорія          | Місце |
| ------------------------------- | -------- | ------------------------- | ----- |
| Чемпіонат світу з боротьби 2005 | Монголія | жіноча боротьба, до 67 кг | 5     |
| Чемпіонат світу з боротьби 2006 | Монголія | жіноча боротьба, до 67 кг | 7     |
| Чемпіонат світу з боротьби 2007 | Монголія | жіноча боротьба, до 72 кг | 29    |
| Чемпіонат світу з боротьби 2011 | Монголія | жіноча боротьба, до 72 кг | 14    |
| Чемпіонат світу з боротьби 2015 | Монголія | жіноча боротьба, до 75 кг | 15    |
| Чемпіонат світу з боротьби 2018 | Монголія | жіноча боротьба, до 76 кг | 9     |

### Виступи на Чемпіонатах Азії
| Змагання                       | Збірна   | Вагова категорія          | Місце  |
| ------------------------------ | -------- | ------------------------- | ------ |
| Чемпіонат Азії з боротьби 2006 | Монголія | жіноча боротьба, до 67 кг | 5      |
| Чемпіонат Азії з боротьби 2007 | Монголія | жіноча боротьба, до 72 кг | 5      |
| Чемпіонат Азії з боротьби 2010 | Монголія | жіноча боротьба, до 72 кг | Срібло |

### Виступи на Азійських іграх
| Змагання           | Збірна   | Вагова категорія          | Місце  |
| ------------------ | -------- | ------------------------- | ------ |
| Азійські ігри 2010 | Монголія | жіноча боротьба, до 72 кг | Золото |

### Виступи на Кубках світу
| Змагання                    | Збірна   | Вагова категорія          | Місце  |
| --------------------------- | -------- | ------------------------- | ------ |
| Кубок світу з боротьби 2015 | Монголія | жіноча боротьба, до 75 кг | Бронза |

### Виступи на Чемпіонатах світу серед студентів
| Змагання                                        | Збірна   | Вагова категорія          | Місце  |
| ----------------------------------------------- | -------- | ------------------------- | ------ |
| Чемпіонат світу з боротьби серед студентів 2005 | Монголія | жіноча боротьба, до 67 кг | 5      |
| Чемпіонат світу з боротьби серед студентів 2006 | Монголія | жіноча боротьба, до 67 кг | Золото |

### Виступи на інших змаганнях
| Змагання                                                        | Збірна   | Вагова категорія          | Місце  |
| --------------------------------------------------------------- | -------- | ------------------------- | ------ |
| Олімпійський кваліфікаційний турнір з боротьби 2008 (Хапаранда) | Монголія | жіноча боротьба, до 72 кг | 11     |
| Золотий Гран-прі з боротьби 2010 (Красноярськ)                  | Монголія | жіноча боротьба, до 72 кг | Бронза |
| Міжнародний меморіал Дейва Шульца 2011                          | Монголія | жіноча боротьба, до 72 кг | Золото |
| Київський Міжнародний турнір з боротьби 2012                    | Монголія | жіноча боротьба, до 72 кг | 9      |
| Гран-прі «Іван Яригін» 2015                                     | Монголія | жіноча боротьба, до 75 кг | 5      |
| Відкритий кубок Монголії з боротьби 2015                        | Монголія | жіноча боротьба, до 75 кг | Бронза |
| Відкритий чемпіонат Польщі з боротьби 2015                      | Монголія | жіноча боротьба, до 75 кг | 5      |
| Гран-прі «Іван Яригін» 2016                                     | Монголія | жіноча боротьба, до 75 кг | 10     |
| Відкритий кубок Монголії з боротьби 2016                        | Монголія | жіноча боротьба, до 75 кг | Золото |
| Гран-прі «Іван Яригін» 2019                                     | Монголія | жіноча боротьба, до 76 кг | 7      |
| Кубок Президента Бурятської Республіки з боротьби 2019          | Монголія | жіноча боротьба, до 76 кг | 5      |